# 기술관료제
기술관료제(技術官僚制, 영어: technocracy 테크노크라시[*])는 과학적 지식과 기술을 가진 사람, 즉 기술관료(technocrat 테크노크라트[*])가 경제 체제를 관리하는 사회 체제이다. 과학기술의 역할이 크게 늘어가고 있는 현대 사회에서는 지식과 기술을 소유하는 것이 권력에 접근하는 중요한 양식이 된다. 테크노크라시 사회는 인간에게 유익한 변화를 가져다 줄 수 있지만 기술관료적 사회가 될 가능성이 큰 사회이다. 이럴 경우 사회는 점점 기계화, 조직화되고 그러한 사회에서 소외된 인간은 이른바 조직인으로 전락해 고독감과 비인간화를 겪어야 하는 문제점이 있다.

## 같이 보기
- 중국의 과거제
- 실증주의
- 과학주의

## 참고 자료
- 이 문서에는 다음커뮤니케이션(현 카카오)에서 GFDL 또는 CC-SA 라이선스로 배포한 글로벌 세계대백과사전의 내용을 기초로 작성된 글이 포함되어 있습니다.